# Банти, Бриджида
Бриджида Банти, урождённая Бриджида Джорджи (итал. Brigida Banti, 1757, Крема — 1806, Болонья) — итальянская оперная певица (сопрано).

## Биография
Точная дата и место рождения певицы неизвестны. Предположительно это 1756 либо 1758 год в Креме либо в Монтичелли-д’Онджина недалеко от Кремоны. Бригида была дочерью уличного музыканта и петь начала тоже на улице. По другим источникам, выступала вместе с будущим известным музыкантом Драгонетти.
Доподлинно известно лишь то, что во время её путешествия по Южной Европе в 1777—1778 годах она попала в Париж, где встретила влиятельное лицо, круто изменившее её жизнь и благодаря которому она вскоре дебютировала на сцене «Опера Комик». Затем она перебралась в Лондон, где встретила танцовщика и хореографа Захария Банти, за которого вышла замуж в 1779 году в Амстердаме.
Прожив некоторое время в Вене в 1780 году, Банти решила вернуться в Италию, где она получила ангажемент от театра «Сан-Бенедетто» в Венеции на сезон 1782—1783 года. На премьерах опер «Пирам и Фисба» Бьянки, ставшего впоследствии её любимым композитором, «Атолл» Сарти и «Орфей и Эвридика» Бертони Банти восторженно принимали зрители. Последовали гастроли в Турине, Милане, Неаполе в театре «Сан-Карло» и Варшаве, во время которых певица исполнила произведения Паизиелло, Анфосси и Гульельми.
Она стала первой исполнительницей роли Зенобии в «Зенобия в Пальмире» Анфосси, ставшей одной из её лучших ролей. В 1792 году она принимала участие в торжественном открытии венецианского театра «Ла Фениче» вместе со знаменитым кастратом Гаспаро Паккьеротти, оказавшем сильное влияние на её карьеру, в премьерной постановке оперы Паизиелло «Агригентские игры».
В 1793 году она побывала в Мадриде, а затем стала примадонной лондонского «Театр Её Величества». Итальянский либреттист, поэт и переводчик Лоренцо да Понте, живший в это время в Лондоне, отзывался о Банти как о «нахальной, ленивой и высокомерной особе, возвысившейся из низов только благодаря чудесному голосу».
По возвращении в Италию осенью 1802 года она пела одновременно в «Ла Скала» и «Ла Фениче». Однако здоровье её постепенно ухудшалось, вместе с ним портился и голос. Это вынудило певицу незадолго до смерти в 1806 году покинуть сцену.
Анатомическое вскрытие показало, что Банти имела необычно длинные легкие, возможно этим объясняется необыкновенная сила и гибкость её голоса.
Бриджида Банти была самоучкой, не знавшей нот и разучивавшей сложнейшие вокальные партии со слуха. Манера исполнения была похожа на Паккьеротти и отличалась яркой эмоциональностью, музыкальностью и темпераментом.
Сын Банти, Джузеппе, спустя шестьдесят лет опубликовал краткую биографию своей матери.